# Angers
Angers [ɑ̃ˈʒe] Ausspracheⓘ ist die Hauptstadt des Départements Maine-et-Loire in der Region Pays de la Loire im Westen Frankreichs. Sie war die Hauptstadt der früheren Provinz Anjou.
Angers ist der Sitz des Gemeinschaftlichen Sortenamts der Europäischen Union.

## Geografie
Angers liegt im Mittel 20 m über dem Meeresspiegel, am Zusammenfluss von Sarthe und Mayenne, womit ab hier die Maine gebildet wird, die wenig weiter flussabwärts in die Loire mündet. Die Gemeindefläche beträgt 44,33 km².

## Geschichte
Die Gegend von Angers ist seit der Steinzeit besiedelt. Auf dem Gebiet des späteren Schlosses hat man ein Steinmonument (Cairn) des Neolithikums entdeckt.

### Keltische und römische Zeit
Seit etwa dem 5. Jahrhundert v. Chr. siedelten hier die keltischen Andes (auch Andecaver), nach denen das Anjou benannt ist. Sie errichteten ein Oppidum (frühstädtische Siedlung), das nach der Eroberung Galliens durch die Römer nach 50 v. Chr. Iuliomagus (Marktplatz des Gaius Iulius Caesar) benannt und zum Verwaltungszentrum der Andecaver bestimmt wurde. Bei Ausgrabungen wurden die Thermen der Stadt und einige weitere Gebäude aus der Römerzeit freigelegt.
Nach den ersten Barbareninvasionen ab 275 erhielt die Stadt zum Schutz eine Mauer, die eine Fläche von etwa 9 ha umschloss. 372 wurde Angers erstmals Bistum Angers genannt.
Im Verlauf der Völkerwanderung war die Stadt umkämpft; wohl 469 kam es hier zu Kämpfen zwischen sächsischen Plünderern und gallo-römischen und fränkischen Truppen, siehe Paulus (Comes).

### Mittelalter
Im 6. Jahrhundert wurde in der Stadt auf Initiative des heiligen Germanus von Paris ein Kloster errichtet: Saint-Aubin, dem im 7. Jahrhundert ein weiteres, Saint-Serge, folgte. 851 erhielt die Stadt eine Burg, die allerdings die Angriffe der Loire-Normannen der folgenden Zeit nicht verhindern konnte.
Um 929 nahm Fulko den Titel eines Grafen von Anjou an, Angers wurde Sitz der Grafschaft seines Herrscherhauses, das in der französischen Geschichte eine bedeutende Rolle spielte. Um 1175 wurde das Krankenhaus Saint-Jean durch König Heinrich II. von England, Graf von Anjou, gegründet. Von 1232 bis 1242 erfolgte der Bau des Schlosses durch Blanka von Kastilien und Ludwig IX. Die Universität Angers wurde 1356 gegründet, 1373–1380 entstand der „Wandteppich der Apokalypse“. Eine der bedeutendsten Vertreter der Dynastie Anjou war René I., Herzog von Anjou, Graf der Provence und König von Neapel und Sizilien (1409–1480).

### Neuzeit
1598 bereitete Heinrich IV. in Angers das Friedensedikt vor, das in Nantes unterzeichnet wurde.
1769 waren 9,8 % der Einwohner Dienstboten, ein auch für diese Zeit hoher Anteil. Im selben Jahr waren 3 % der Bevölkerung Kleriker. 1793 geriet Angers in die Auseinandersetzungen des Aufstands der Vendée und wurde am 3. und 4. Dezember von den Aufständischen vergeblich belagert (→ Belagerung von Angers). Im Zeitalter der Industrialisierung entstanden im 19. Jahrhundert u. a. die Webereien Bessonneau. Im Jahre 1850 marschierten Soldaten bei Sturm – zwar ohne Tritt – über die Hängebrücke von Angers, deren Schwingungen dennoch so verstärkt wurden, dass sie einstürzte (Resonanzkatastrophe).
1822 fielen in der Gegend von Angers wahrscheinliche mehrere Fragmente eines Meteoriten zur Erde, von denen allerdings nur zwei Teile gefunden wurden. Die beiden Fragmente wogen zusammen gut ein Kilogramm und wurden später als Chondrite des recht häufigen Typs L6 klassifiziert.
Nachdem die deutsche Wehrmacht am 1. September 1939 Polen überfallen hatte, gewährte die Stadt bereits am folgenden Tag der polnischen Exilregierung Asyl im Schloss Pignerolle und in diversen Hotels der Stadt. Bis zum Juni 1940 war Angers Zentrum des polnischen Widerstandes. Nach dem deutschen Einmarsch in Frankreich 1940 installierte sich in Angers die Wehrmachts-Kommandantur für West-Frankreich. Bereits 1941 bildet sich auf Initiative von Victor Chatenay die Widerstandsgruppe „Honneur et Patrie“. Ab 1942 war Angers ein Zentrum der Gestapo. Die Razzien begannen. 60 Menschen wurden auf einem Schießplatz getötet, 879 nach Auschwitz deportiert. 1944 lebten im Departement noch 22 Juden.
Im Mai 1944 signalisierten alliierte Bombardements den Beginn der verlustreichen Befreiung: 418 Tote, mehr als 360 Verwundete, 7000 Vermisste, 1300 zerstörte oder nicht bewohnbare Häuser. Am 10. August 1944 wurde die Stadt durch die Truppen des Generals Patton befreit. Bis zum April 1945 war Michel Debré kommissarischer Leiter des Departements.
In den Jahren von 1957 bis 1966 schuf Jean Lurçat den Wandteppich „Der Gesang der Welt“, der heute im alten Krankenhaus Saint-Jean ausgestellt ist.
Seit 2022 ist Jean-Marc Verchère Bürgermeister der Stadt.

## Wappen
Der Ort war einst das Zentrum der gallischen Andegawen, später die römische Stadt Juliomagus, seit dem 9. Jahrhundert Residenz der Grafen von Anjou. Im Stadtwappen ist ein Schlüssel als Symbol für die militärische Schlüsselstellung der Stadt in der Provinz Anjou zu sehen. Die Lilien im Schildhaupt sind das Abzeichen einer guten Stadt Frankreichs.

## Bevölkerung

### Demografie
- Bevölkerungszahl: 157.555 Einwohner (Stand 1. Januar 2022)
- Agglomerationsraum: 31 Kommunen, insgesamt 270.000 Einwohner
- Bevölkerungsdichte: 3.311 Einwohner/km²
- Beschäftigungsstruktur:
  - Arbeiter: 11,7 %
  - Angestellte: 13,4 %
  - Handwerker, Händler, Betriebsleiter: 2,4 %
  - Beschäftigte in der Landwirtschaft: 0,2 %
  - Rentner: 15 %
  - Andere, ohne Anstellung: 42,5 %
  - 90.000 beruflich Aktive im Agglomerationsraum, entspricht einer Beschäftigungsrate von 53,9 %

| Jahr      | 1962    | 1968    | 1975    | 1982    | 1990    | 1999    | 2011    | 2018    |
| Einwohner | 115.252 | 128.533 | 137.591 | 136.038 | 141.404 | 151.279 | 148.803 | 154.508 |

### Soziale Probleme
Im Jahr 2005 kam die Stadt in die Schlagzeilen, als dort im Justizpalast ein großer Kindesmissbrauchsprozess stattfand. Angeklagt waren 66 Erwachsene, denen zur Last gelegt wurde, sich an 45 eigenen und fremden Kindern vergangen und das Geschäft der Prostitution betrieben zu haben.

## Wirtschaft und Infrastruktur
Die wichtigsten Arbeitgeber:
- Universitätsklinik: 4.500 Beschäftigte
- Angers Stadt und Agglomeration: 3.353 Beschäftigte
- Thomson Multimédia: 1.350 Beschäftigte
- Nec Computer International: 1000 Beschäftigte
- Valéo: 1000 Beschäftigte
- Bosch France: 900 Beschäftigte
- Scania: 700 Beschäftigte

Jedes Jahr werden in Angers produziert:
- 800.000 Fernsehgeräte (Thomson)
- 1,2 Millionen Personalcomputer
- 3,5 Millionen Scheinwerfer (Valéo)
- 6 Millionen Fahrzeugbremsen (Bosch)
- 9500 LKW (Scania)
- 12 Millionen Flaschen Cointreau
- 30.000 Tonnen Schiefer

### Verkehr
Die Stadt ist durch Eisenbahnverbindungen (Bahnhof St. Laud an der Bahnstrecke Tours–Saint-Nazaire mit TGV-Halt) und Autobahnen mit den Städten Nantes, Le Mans und Tours verbunden. 20 km nordöstlich, in Marcé besteht ein Flughafen mit Auslandsflugverkehr.
Der Nahverkehr wird durch mehrere Buslinien getragen. Eine bedeutende Verbesserung im ÖPNV der Stadt, die schon einmal von 1896 bis 1949 einen Straßenbahnbetrieb besaß, soll eine Straßenbahnlinie bringen, die am 25. Juni 2011 eröffnet wurde.
Der Flughafen Angers Loire, Gemeinde Marcé, wurde 1998 anstelle des stadtnahen Flughafens Angers-Avrillé von 1908 eröffnet.

### Bildung
- École polytechnique de l’université d’Angers
- École supérieure d’agricultures d’Angers
- École supérieure angevine en informatique et productique
- École supérieure des sciences commerciales d’Angers

## Kultur

### Sehenswürdigkeiten
Weltkulturerbe der UNESCO

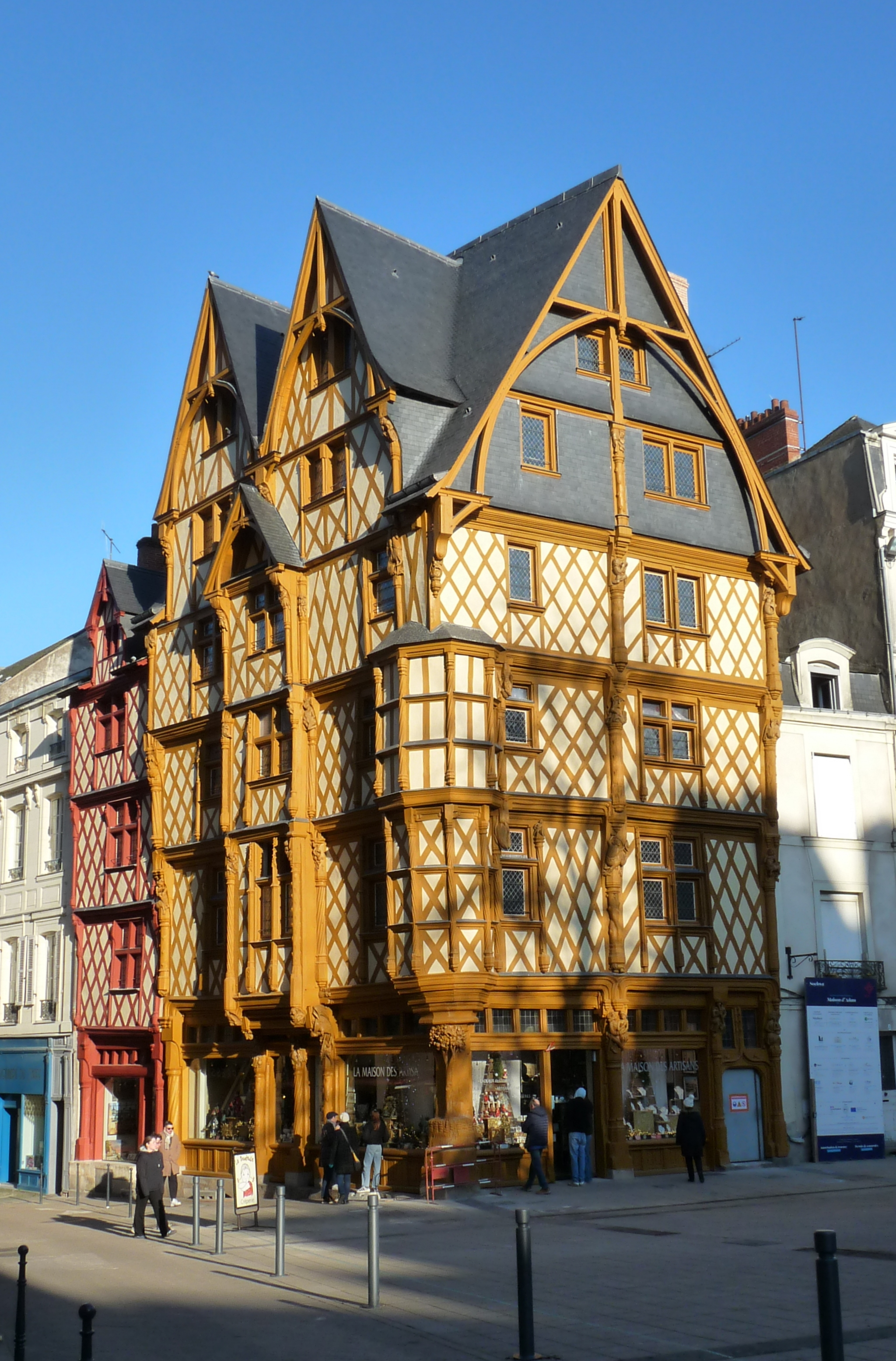
Maison d’Adam (Haus von Adam), ältestes Gebäude der Stadt, erbaut ab 1491 (Foto: 2025)

Die Altstadt gehört zum UNESCO-Weltkulturerbe.
Bedeutende mittelalterliche Kirchenbauten sind die Kathedrale, die Abtei Saint-Aubin und die Kirche Saint-Serge mit einem charakteristischen Netzrippengewölbe des frühen 13. Jahrhunderts, wie es für die sogenannte „angevinische Gotik“ des „Style Plantagenêt“ typisch ist. In die Zeit König Heinrichs II. gehört das Hôpital Saint-Jean, ein dreischiffiger gewölbter Krankensaal mit schlanken Säulen (s. u. Museen).
Château du Roi René

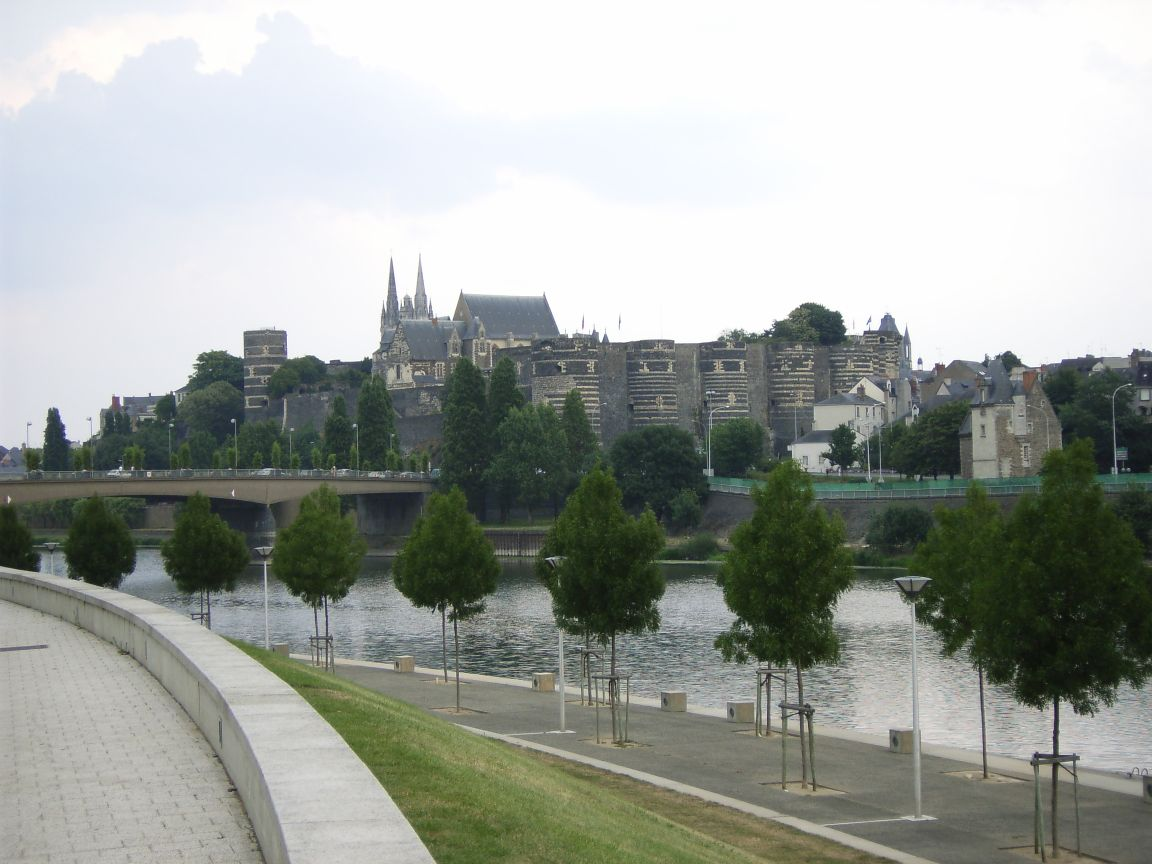
Château du Roi René, im Vordergrund der Fluss Maine

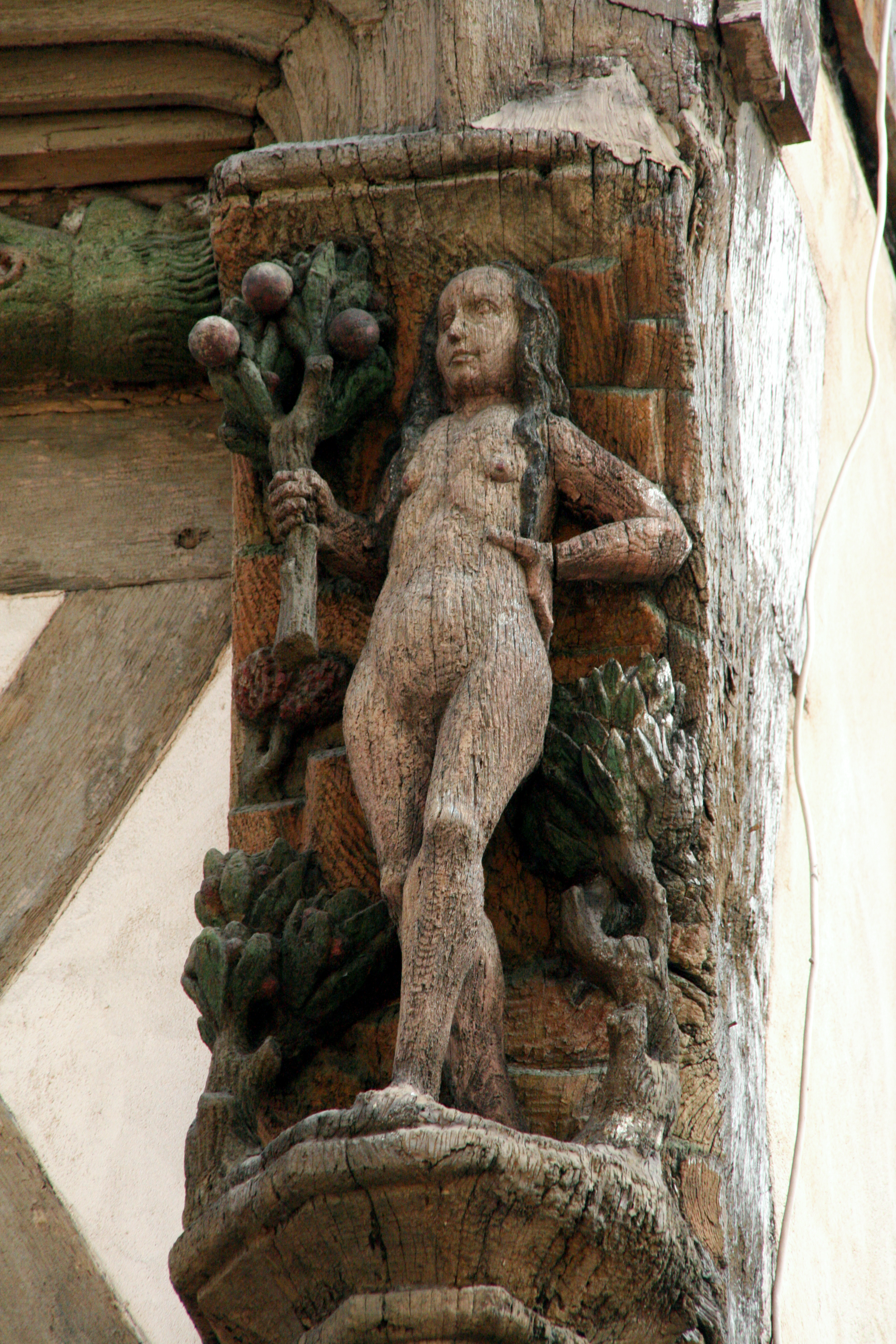
Relief der Stammmutter Eva am Hause Rue Saint-Laud 21 (Foto: 2008)

Das Schloss Angers findet seinen Ursprung im 11. Jahrhundert, als die Grafen von Anjou ihr Palais an dieser Stelle errichteten. Im 13. Jahrhundert wurde es fertiggestellt und war Teil der Stadtmauer. Von außen ähnelt es eher einer Festung mit seinen 17 Türmen, die bis auf den Mühlenturm alle gestutzt wurden. Eine architektonische Besonderheit sind die Baumaterialien: Tuffstein (weiß) und Schiefer (schwarz). Damit zeigt sich, dass Angers an der Grenze des Pariser Beckens und des Armoricanischen Massivs liegt.
Ein besonderes Kunstwerk, das auf Schloss Angers ausgestellt ist, ist der Wandteppich der „Apokalypse von Angers“ (103 m lang, 4,5 m hoch). Es ist ein Wandteppichzyklus, der den Weltuntergang nach der Offenbarung des Johannes darstellt. Der Wandteppich ist der älteste erhaltene Bildteppich dieser Größe, wurde im 14. Jahrhundert gewebt, und ist ein einzigartiges Beispiel für die Wandteppichkunst des Mittelalters.

### Museen
Musée Jean Lurçat
Im Gebäude des Krankenhauses Saint-Jean aus dem 12. Jahrhundert werden die zeitgenössischen Wandteppiche (1957–1966) von Jean Lurçat ausgestellt. Er hat dieses Werk „Chant du monde“ („Gesang der Welt“) genannt. Sie sollen die Apokalypse der Neuzeit, die Atombombe, darstellen. Es gibt auch Sonderausstellungen von jungen Künstlern der Wandteppichkunst.
Musée des Beaux-arts
Das Kunstmuseum wurde im Jahre 2004 nach fünfjährigen Bauarbeiten wieder eröffnet. Nach umfassender Renovierung und Vergrößerung beinhaltet das Gebäude nun zwei feste Ausstellungen auf 3.000 m². Die Ausstellung Beaux-arts zeigt Bilder und Skulpturen vom 14. bis zum 21. Jahrhundert. In Histoire d’Angers werden archäologische Funde präsentiert und die Geschichte der Stadt beschrieben. Jeder Raum stellt eine Epoche oder eine künstlerische Bewegung dar. Ca. 20 % der Kunstobjekte werden gezeigt (350 Werke). Es finden auch temporäre Ausstellungen statt, die eher der modernen und zeitgenössischen Kunst gewidmet sind (zum Beispiel Niki de Saint Phalle – 1930–2002, Neuer Realismus).
Das Gebäude ist das ehemalige Logis oder auch Stadthaus der Familie Barrault, erbaut im 15. Jahrhundert. Seit 200 Jahren beherbergt es das Museum der Künste. Die Sammlung des Museums ist vielfältig und aus Spenden, Hinterlassungen und Käufen entstanden.
Galerie David d’Angers
Die Abteikirche Toussaint aus dem 13. Jahrhundert beinhaltet zahlreiche Werke des Bildhauers David d’Angers (1788–1856) aus seiner Schaffensperiode von 1806 bis zu seinem Tod, die er an seine Heimatstadt vermacht hat.
Dieses Gebäude wurde seit der Französischen Revolution vernachlässigt. In den 80er Jahren wurde die Kirche restauriert und mit einem Glasdach versehen. Das Museum wurde vom damaligen Präsidenten der Republik, François Mitterrand, 1984 eingeweiht.
Die Kirche und ihr Klostergang integrieren sich in das Ensemble des Museums der „Schönen Künste“ und seinem Park. Im Klostergang Toussaint finden im Sommer oft Konzerte statt.
Musée Pincé
In dem Renaissance-Gebäude (1530–1535) werden Gegenstände aus griechischer und römischer Antike sowie ägyptische, japanische und chinesische Kunstobjekte präsentiert.
Musée-Château de Villevêque
Im Schloss Villevêque 15 Kilometer nordöstlich von Angers werden 900 Kunstobjekte aus dem Mittelalter und der Renaissance ausgestellt.
Musée du Génie Militaire
In dem vom französischen Heer betriebenen und einer Ausbildungseinrichtung angegliederten Pionier-Museum wird die Geschichte der französischen Pioniertruppe von den Anfängen bis heute dargestellt. Modelle und historische Pläne bieten einen interessanten Eindruck der Entwicklung dieser technischen Unterstützungstruppe, natürlich fehlt auch das Wirken ihres berühmtesten Vertreters, des Festungsbauers Vauban, nicht.

### Natur und Freizeit

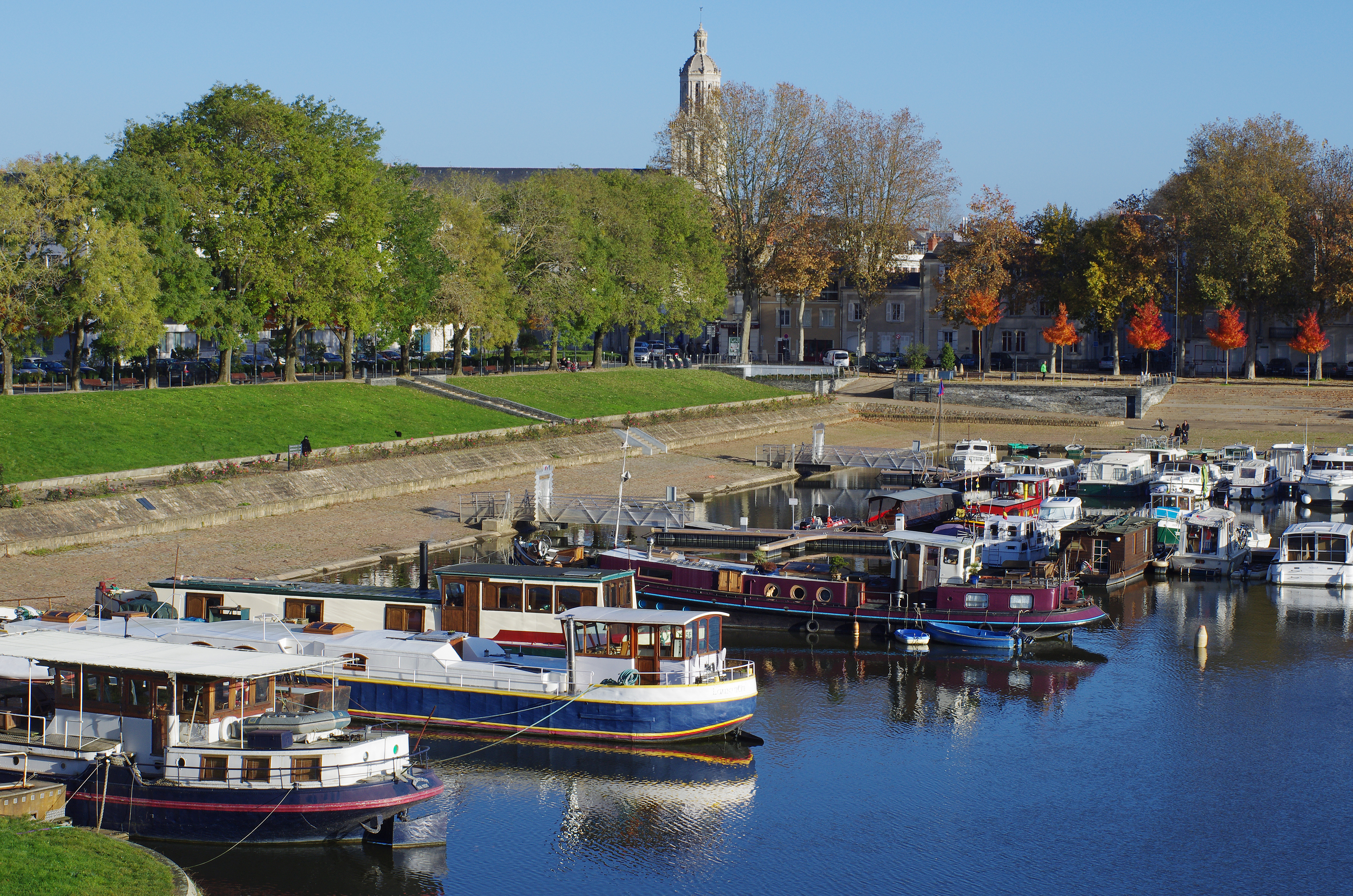
Binnenhafen von Angers

Die Insel Saint-Aubin liegt drei Kilometer vom Stadtzentrum entfernt, zwischen den Flüssen Mayenne und Sarthe. Sie besteht aus Flusssedimenten und bietet eine reichhaltige Flora und Fauna. Neben der Weidewirtschaft dient sie vor allem der Naherholung. Man kann die Insel vom Festland über eine kleine Fähre erreichen und zu Fuß oder mit dem Rad erkunden. 10 km Wege stehen dafür bereit.
Das Naherholungsgebiet Lac de Maine umfasst 220 ha Fläche, davon 100 ha Gewässer. Zahlreiche Freizeitaktivitäten werden angeboten, darunter Windsurfen, Segeln, Kanufahren, Tretbootfahren, Schwimmen, Tennis und Orientierungsläufe. Direkt am See liegt eine Jugendherberge (150 Betten) sowie ein Campingplatz (vier Sterne, geöffnet von März bis Oktober).
Flusstourismus: Von Angers aus kann man 300 km schiffbare Gewässer erreichen, die Flüsse Loire, Maine, Sarthe und Mayenne. Der Abschnitt der Loire von Sully-sur-Loire bis Chalonnes-sur-Loire wurde von der UNESCO zum Weltkulturerbe erklärt. Der Binnenhafen von Angers bietet sich als Ausgangspunkt an, man kann dort Haus- und Ausflugsboote mieten.

### Sport
Angers ist Heimat des Fußballvereins SCO Angers, der seit 2015 wieder in der Ligue 1 spielt. Auch die Frauen von Croix Blanche OSL Angers haben schon der ersten Fußballliga angehört.

## Städtepartnerschaften
Angers pflegt Städtepartnerschaften mit
- Osnabrück, Deutschland, seit 1964
- Haarlem, Niederlande, seit 1964
- Bamako, Mali, seit 1974
- Pisa, Italien, seit 1982
- Wigan, Vereinigtes Königreich, seit 1988
- Södertälje, Schweden, seit 1998
- Yantai, Volksrepublik China, seit 2006
- Austin, Vereinigte Staaten, seit 2011
- Toruń, Polen, seit 2011

## Persönlichkeiten
- Albin von Angers (≈496–550), Chorherr, Abt, Bischof von Angers
- René I. (1409–1480), Titularkönig von Neapel und Jerusalem, Herzog von Lothringen und Graf der Provence
- Guillaume Poyet (1473–1548), Magistrat und Rechtsanwalt
- Jean Bodin (um 1529–1596), Staatsphilosoph und Hexentheoretiker
- Joseph Grandet (1646–1724), Theologe und Biograph
- Charles-Henri-Louis d’Arsac de Ternay (1723–1780), Marineoffizier
- Jean Thérèse de Beaumont d’Autichamp (1738–1831), General
- Antoine-Joseph-Eulalie de Beaumont d’Autichamp (1744–1822), General
- Natalis Pinot (1747–1794), römisch-katholischer Priester und Märtyrer
- Joseph Louis Proust (1754–1826), Chemiker
- Charles Marie Auguste de Beaumont d’Autichamp (1770–1852), General
- Louis Evain (1775–1852), belgischer Verteidigungsminister
- Pierre-Augustin Béclard (1785–1825), Arzt und Anatom
- Eugène Chevreul (1786–1889), Chemiker und Begründer der modernen Theorie der Pigmente
- Pierre Jean David d’Angers (1788–1856), Bildhauer
- Prosper Menière (1799–1862), Mediziner, nach ihm ist Morbus Menière benannt
- André Leroy (1801–1875), Pomologe
- Napoleon Joseph Perché (1805–1883), römisch-katholischer Erzbischof von New Orleans
- Alfred de Falloux (1811–1886), Politiker, Minister, Historiker und Mitglied der Académie française
- François Allain-Targé (1832–1902), Politiker
- René Bazin (1853–1932), Schriftsteller und Professor der Rechte
- Maurice Lecoq (1854–1925), Sportschütze
- Ludovic Alleaume (1859–1941), Maler, Holzschneider, Lithograf und Glasmaler
- Fernand Charron (1866–1928), Rad- und Automobilrennfahrer
- Louis Cottereau (1869–1917), Radrennfahrer und Unternehmer
- Yves de la Casinière (1897–1971), Komponist und Musikpädagoge
- Roger Houdet (1899–1987), Politiker
- Raymond Mourand (1902–1978), Radrennfahrer
- Henri Lachuer (1907–1958), Autorennfahrer
- Hervé Bazin (1911–1996), Schriftsteller
- Louis Rétif (1911–1985), römisch-katholischer Geistlicher und Autor
- Evelyn Marc (1915–1992), Malerin
- Henri Dutilleux (1916–2013), Komponist
- Joseph Wresinski (1917–1988), Gründer der Menschenrechtsbewegung ATD Vierte Welt
- Daniel Gélin (1921–2002), Schauspieler
- Michel Lelong MAfr (1925–2020), römisch-katholischer Ordenspriester der Weißen Väter
- Jean Guillou (1930–2019), Organist, Pianist, Komponist und Musikpädagoge
- Jacques Loussier (1934–2019), Pianist und Komponist
- Alain Niderst (1938–2014), Romanist und Literaturwissenschaftler
- Lucien Guitteny (* 1944), Autorennfahrer
- Philippe Muray (1945–2006), Schriftsteller
- Érik Maris (* 1964), Bankier und Autorennfahrer
- Valérie Trierweiler (* 1965), politische Journalistin
- Arnaud Boiteau (* 1973), Vielseitigkeitsreiter und Olympionike
- Christophe Béchu (* 1974), Politiker (UMP)
- Alexandre Tassel (* 1975), Jazz-Trompeter
- Nicolas Delépine (* 1979), Fußballtrainer
- Denis Robin (* 1979), Radsportler
- Nicolas Touzaint (* 1980), Vielseitigkeitsreiter und Olympiasieger
- Nicolas Mahut (* 1982), Tennisspieler
- Charles Morillon (* 1985), Schauspieler
- Camille Lepage (1988–2014), Fotoreporterin
- Emmanuelle Dauvin (* 1990), Geigerin und Organistin
- Jawad Abdelmoula (* 1994), Triathlet
- Victoria Foucher (* 1995), Volleyballspielerin
- Jason Tesson (* 1998), Radrennfahrer
- Matteo Martineau (* 1999), Tennisspieler
- Lilian Rao-Lisoa (* 2000), französisch-madagassischer Fußballspieler
- Guéla Doué (* 2002), französisch-ivorischer Fußballspieler
- Matthis Abline (* 2003), Fußballspieler
- Désiré Doué (* 2005), französisch-ivorischer Fußballspieler
- Herba Guirassy (* 2006), französisch-guineischer Fußballspieler